# Javier Bardem
Javier Ángel Encinas Bardem (1. ožujka 1969., Las Palmas de Gran Canaria) španjolski je filmski glumac i prvi Španjolac dobitnik Oscara. U rodnoj Španjolskoj snimio je više od dvadeset filmova, a veliku međunarodnu slavu stekao je glavnom ulogom u filmu Prije nego padne noć. Tada postaje prvi Španjolac nominiran za prestižnu Akademijinu nagradu. 
Zahvaljujući snažnoj ulozi u filmu braće Coen, Nema zemlje za starce, Bardem osvaja Oscar, Zlatni globus i BAFTA-u u kategoriji najboljega sporednog glumca. Sam film također je trijumfirao na 80. dodjeli Oscara odnijevši nagrade za najbolji film, najbolju režiju i najbolji adaptirani scenarij, a Javieru Bardemu osiguravši status prvoga španjolskog oskarovca.

## Rana mladost
Javier Bardem je rođen na Kanarskim Otocima u mjestu Las Palmas de Gran Canaria. Potječe iz obitelji s dugogodišnjim filmskim iskustvom. Njegova majka Pilar je glumica, a i djed i baka, Rafael Bardem i Matilde Muñoz Sampedro, također. Bardem je nećak redatelja i scenarista Juana Antonija Bardema, a njegovi stariji brat Carlos i sestra Mónica isto su glumci.
Kao 6-godišnji dječak Javier se prvi put pojavio na filmskome platnu u miniseriji El Pícaro, a zatim i u nekoliko televizijskih serija. Prije nego što je profesionalno počeo glumiti, bio je član Španjolskoga nacionalnog ragbijaškog tima. Bavio se i slikanjem te atletikom.

## Karijera
Prvu značajniju filmsku ulogu dobiva s 20 godina u filmu Bigasa Lune Las edades de Lulú, a Šunka, šunka iz 1992. postaje veliki hit. Bardem u njemu glumi zajedno s Penelope Cruz. Osim u njima, Javier Bardem glumi i u filmovima Zlatna muda i Grudi i mjesec istoga redatelja. Poznat je i po ulogama u nekoliko Almodovarovih redateljskih i scenarističkih uradaka (Živo meso, Visoke pete).
Nakon niza zanimljivih uloga u španjolskim filmovima, Bardem se 2000. probija na svjetsku filmsku scenu ulogom u Prije nego padne noć. Za lik kubanskoga pisca Reinalda Arenasa, na temelju čijeg je autobiografskog teksta " Antes que anochezca" (Before the Night Falls) film i napravljen, dobio je nominaciju za Oscara u kategoriji najboljega glumca. Potresna je to priča o piscu, homoseksualcu, koji bježi od Castrovog režima i umire od side. To je ujedno i prvi put da je Španjolac nominiran za tu prestižnu američku filmsku nagradu, a i Bardemu je prvi film u kojemu govori engleskim, a ne španjolskim, jezikom.
Dvije godine kasnije pojavljuje se u filmu The Dancer Upstairs. Riječ je o redateljskome prvijencu poznatoga glumca Johna Malkovicha.
Na Venecijanskom filmskom festivalu proglašen je najboljim glumcem u filmu Život je more (španj. Mar Adentro) iz 2004. godine. Film je drama, a temelji se na istinitoj priči o čovjeku koji se, nakon što strada u nesreći i postane kvadriplegičar, skoro 30 godina bori za pravo na eutanaziju. Javier Bardem je portretirao nepokretnog Ramóna Sampedra. Iste se godine pojavljuje u kriminalističkom filmu Collateral, u manjoj ulozi negativca.
2007.  godine u filmu Nema zemlje za starce braće Coen, temeljenom na istoimenu romanu, Bardem utjelovljuje lik plaćenog ubojice Antona Chigurha. Ta mu je uloga donijela nagradu Oscar te još čitav niz značajnih nagrada u kategoriji najboljega sporednog glumca: Zlatni globus, BAFTA-u, nagradu Glumačkoga ceha i nagradu Critic's Choice, koju dodjeljuju filmski kritičari. 
Iste godine ostvaruje jednu od glavnih uloga u filmskoj adaptaciji jednog od najpoznatijih kolumbijskih romana. Riječ je o Ljubavi u doba kolere Gabriela Garcíje Márqueza, a Bardem tumači lik nesretno zaljubljenog Florentina Arize. 
Španjolski bi glumac uskoro trebao zaigrati i u novom filmu Woodyja Allena, Vicky Cristina Barcelona te u filmskoj adaptaciji popularnog i nagrađivanog mjuzikla Devet.

## Privatni život
Javier Bardem nema položen vozački ispit.
Nakon legalizacije istospolnih brakova u Španjolskoj 2005.  godine, Bardem je podigao medijsku prašinu izjavivši da kad bi bio homoseksualac „sutra bi se oženio, samo da zajebe Crkvu” („mañana mismo, sólo para joder a la Iglesia”). 
Na dodjeli nagrade Critics's Choice, za ulogu negativca u filmu Nema zemlje za starce, izjavio je da ga je za ulogu inspirirao George W. Bush.
Bardem je i producent grupe od pet dokumentarnih filmova na kojima je radilo pet različitih redatelja (jedan od njih je Wim Wenders). Filmovi se zovu Invisibles (Nevidljivi). Govore o zaboravljenim ratovima i konfliktima u raznim dijelovima svijeta, o zaboravljenim bolestima kojima se bave Liječnici bez granica te pozivaju na solidarizaciju s njihovim žrtvama. 
Na dodjeli nagrada Gotham, koje se baziraju na nezavisno filmaštvo, 2007. godine mu je u New Yorku odana počast za životno dostignuće. 
Javier Bardem je oženio Penelope Cruz, nekadašnju partnericu iz filma Šunka, šunka (španj. Jamón, jamón).

## Filmografija
| Godina | Naslov                   | Uloga             | Bilješke                               |
| ------ | ------------------------ | ----------------- | -------------------------------------- |
| 1990.  | Las edades de Lulú       | Jimmy             |                                        |
| 1991.  | Visoke pete              | Regidor T.V.      |                                        |
| 1992.  | Šunka, šunka             | Raul              |                                        |
| 1993.  | Zlatna muda              | Benito González   |                                        |
| 1993.  | Dvojezični ljubavnik     | El limpiabotas    |                                        |
| 1994.  | Odbrojani dani           | Lisardo           |                                        |
| 1994.  | Detektiv i smrt          | Detektiv Cornelio |                                        |
| 1995.  | Od usta do usta          | Victor Ventura    |                                        |
| 1996.  | Éxtasis                  | Rober             |                                        |
| 1997.  | Živo meso                | David             |                                        |
| 1997.  | Perdita Durango          | Romeo Dolorosa    |                                        |
| 1999.  | Druga koža               | Diego             |                                        |
| 1999.  | Washingtonski vukovi     | Alberto           |                                        |
| 2000.  | Prije nego padne noć     | Reinaldo Arenas   | Nominiran za Oscar za najboljeg glumca |
| 2002.  | Ples ubojica             | Agustín Rejas     |                                        |
| 2002.  | Ponedjeljci na suncu     | Santa             |                                        |
| 2004.  | Collateral               | Felix             |                                        |
| 2004.  | Život je more            | Ramón Sampedro    |                                        |
| 2006.  | Goyini duhovi            | Brat Lorenzo      |                                        |
| 2007.  | Ljubav u doba kolere     | Florentino Ariza  |                                        |
| 2007.  | Nema zemlje za starce    | Anton Chigurh     | Oscar za najboljeg sporednog glumca    |
| 2008.  | Vicky Cristina Barcelona | Juan Antonio      |                                        |
| 2010.  | Biutiful                 | Uxbal             |                                        |
| 2010.  | Jedi moli voli           | Felipe            |                                        |

## Priznanja

### Osvojene nagrade
- Akademijine nagrade
  - 2008. - osvojio nagradu Oscar za najboljega sporednog glumca u filmu Nema zemlje za starce
- Nagrade BAFTA
  - 2008. - najbolji sporedni glumac u filmu Nema zemlje za starce
- Zlatni globusi
  - 2008. – najbolji sporedni glumac u Nema zemlje za starce
- Nagrade Goya
  - 2005. – najbolji glumac u filmu Život je more
  - 2003. – najbolji glumac u filmu Ponedjeljci na suncu
  - 1996. – najbolji glumac u filmu Od usta do usta
  - 1995. – najbolji sporedni glumac u filmu Odbrojani dani
- Europske filmske nagrade
  - 2004. – najbolji glumac u filmu Život je more
  - 1997. – osvojio nagradu publike u kategoriji najboljega glumca
- Nagrade ADIRCAE
  - 2003. – najbolji glumac u filmu Ponedjeljci na suncu
- Nagrade Međunarodnoga filmskog festivala u Bangkoku
  - 2005. – osvojio nagradu Golden Kinnaree u kategoriji najboljega glumca u filmu Život je more
- Nagrade Društva filmskih kritičara Bostona
  - 2007. – najbolji sporedni glumac u Nema zemlje za starce
- Nagrade Udruženja filmskih kritičara Broadcast
  - 2008. – osvojio nagradu Critic's Choice za najboljega sporednog glumca u Nema zemlje za starce
- Udruženje filmskih kritičara središnjeg Ohija
  - 2008. – najbolji sporedni glumac u Nema zemlje za starce
- Nagrade Udruženja filmskih kritičara Chicaga
  - 2007. – najbolji sporedni glumac u Nema zemlje za starce
- Nagrade Španjolskoga kruga scenarista
  - 2005. – najbolji glumac u filmu Život je more
  - 2003. – najbolji glumac u filmu Ponedjeljci na suncu
  - 1996. – najbolji glumac u filmu Od usta do usta
  - 1993. – najbolji glumac u filmu Šunka, šunka
- Nagrade Udruženja filmskih kritičara Dallas-Fort Worth
  - 2007. – najbolji sporedni glumac u Nema zemlje za starce
- Nagrade Floridskoga kruga filmskih kritičara
  - 2007. – najbolji sporedni glumac u Nema zemlje za starce
- Nagrade Fotogramas de Plata
  - 2005. – najbolji filmski glumac u filmu Život je more
  - 2003. – najbolji filmski glumac u filmu Ponedjeljci na suncu
  - 2001. – najbolji filmski glumac u filmu Druga koža
  - 1998. – najbolji filmski glumac u filmovima Živo meso i Perdita Durango
  - 1996. – najbolji filmski glumac u filmu Od usta do usta
  - 1994. – najbolji filmski glumac u filmu Zlatna muda
- Filmski festival Gramado
  - 2003. – osvojio nagradu Golden Kikito u kategoriji najboljega latino-glumca u 35 mm filmu za Ponedjeljci na suncu
- Nagrade Independent Spirit
  - 2001. – najbolja muška vodeća uloga u filmu Prije nego padne noć
- Nagrade Kruga filmskih kritičara Kansas Cityja
  - 2008. – najbolji sporedni glumac u Nema zemlje za starce
- Nagrade Društva filmskih kritičara Las Vegasa
  - 2007. – osvojio nagradu Sierra za najbolju sporednu ulogu u Nema zemlje za starce
- National Board of Review
  - 2000. – najbolji glumac u Prije nego padne noć
- Nagrade Američkog društva filmskih kritičara
  - 2001. – najbolji glumac u Prije nego padne noć
- Nagrade Njujorškoga kruga filmskih kritičara
  - 2007. – najbolji sporedni glumac u Nema zemlje za starce
- Nagrade Ondas
  - 1999. – najbolji glumac u Los lobos de Washington (dijeli je s Eduardom Fernandezom)
  - 1995. – najbolji glumac u Od usta do usta (dijeli je s Federicom Luppijem)
  - 1993. – najbolja gluma (dijeli je s Penelope Cruz)
- Nagrade Društva internetskih filmskih kritičara
  - 2008. – najbolji sporedni glumac u Nema zemlje za starce
- Filmski festival komedije u Peñíscoli
  - 1996. – najbolji glumac u Od usta do usta
- Nagrade Društva filmskih kritičara Phoenixa
  - 2007. – najbolji sporedni glumac u Nema zemlje za starce
- Nagrade Premios ACE
  - 2004. – najbolji glumac u Ponedjeljci na suncu
  - 2001. – najbolji glumac u Prije nego padne noć
  - 1998. – najbolji glumac u drami u filmu Od usta do usta
- Međunarodni filmski festival u San Sebastiánu
  - 1994. – osvojio nagradu Silver Seashell za najboljega glumca u filmovima Odbrojani dani i Detektiv i smrt
- Nagrade Sant Jordi
  - 2005. – najbolji španjolski glumac u filmu Život je more
  - 1993. – najbolji španjolski glumac u filmu Šunka, šunka
- Nagrade Ceha filmskih glumaca
  - 2008. – nagrada za izuzetnu glumačku izvedba u filmu Nema zemlje za starce (dijeli je s Joshom Brolinom, Garretom Dillahuntom, Tess Harper, Woodyjem Harrelsonom, Tommyjem Leejem Jonesom i Kelly Macdonald)
  - 2008. – nagrada za sporednu ulogu u Nema zemlje za starce
- Nagrade Udruženja jugoistočnih filmskih kritičara
  - 2007. – najbolji sporedni glumac u Nema zemlje za starce
  - 2001. – najbolji glumac u Prije nego padne noć (dijeli je s Michaelom Douglasom)
- Udruženje španjolskih glumaca
  - 2005. – najbolja vodeća muška uloga u Život je more
  - 2003. – najbolja vodeća muška uloga u filmu Ponedjeljci na suncu
  - 1995. – najbolja sporedna uloga u filmu Odbrojani dani
  - 1993. – najbolji novi glumac u filmu Šunka, šunka
- Nagrade Udruženja filmskih kritičara Toronta
  - 2007. -  najbolja muška sporedna uloga u Nema zemlje za starce
- Venecijanski filmski festival
  - 2004. – osvojio Volpi Cup za najboljega glumca u filmu Život je more
  - 2000. – osvojio Volpi Cup za najboljega glumca u Prije nego padne noć
- Nagrade Udruženja filmskih kritičara Washingtona DC
  - 2007. – najbolji sporedni glumac u Nema zemlje za starce

### Nominacije
- Akademijine nagrade
  - 2001. – nominacija za najboljega glumca u Prije nego padne noć
- Zlatni globusi
  - 2005.- nominacija za Zlatni globus u kategoriji najboljega glumca u drami za Život je more
  - 2001. – nominacija za Zlatni globus u kategoriji najboljega glumca u Prije nego padne noć
- Nagrade Goya
  - 1998. – nominacija za najboljega glumca u filmu Živo meso
  - 1994. - nominacija za najboljega glumca u filmu Zlatna muda
  - 1993. - nominacija za najboljega glumca u filmu Šunka, šunka
- Europske filmske nagrade
  - 2003. – nominacija publike za najboljega glumca u filmu Ponedjeljci na suncu
  - 2002. – nominacija za najboljega glumca u filmu Ponedjeljci na suncu
  - 1998. – nominacija za najboljega glumca u filmu Živo meso
- Nagrade Udruženja filmskih kritičara Chicaga
  - 2001. – nominacija za najboljega glumca u Prije nego padne noć
- Nagrade Chlotrudis
  - 2004. – nominacija za najboljega glumca u The Dancer Upstairs
  - 2002. – nominacija za najboljega glumca u Prije nego padne noć
- Nagrade Fotogramas de Plata
  - 1997. – nominacija za najboljega filmskog glumca u filmu Éxtasis
  - 1995. – nominacija za najboljega filmskog glumca u filmovima Detektiv i smrt te Odbrojani dani
  - 1993. – nominacija za najboljega filmskog glumca u filmu Šunka, šunka
- Nagrade Društva filmskih kritičara Phoenixa
  - 2001. - nominacija za najboljega glumca u Prije nego padne noć
- Nagrade Premios ACE
  - 2005. - nominacija za najboljega glumca u filmu Život je more
- Nagrade Satellite
  - 2007. – nominacija za nagradu Satellite u kategoriji najboljega sporednog glumca u drami za Nema zemlje za starce
  - 2005. – nominacija za Golden Satellite u kategoriji najboljega glumca u drami za Život je more
- Udruženje španjolskih glumaca
  - 1998. – nominacija za najbolju vodeću ulogu u filmu Perdita Durango
  - 1997. - nominacija za najbolju vodeću ulogu u filmu Éxtasis

## Vanjske poveznice
- Javier Bardem u internetskoj bazi filmova IMDb-u (engl.)
- Javier Bardem na Rotten Tomatoes
- Javier Bardem  Arhivirana inačica izvorne stranice od 27. veljače 2008. (Wayback Machine) na Filmski.net
- Critic's Choice nagrada, video